# Grewia kwangtungensis
Grewia kwangtungensis är en malvaväxtart som beskrevs av Hung T. Chang. Grewia kwangtungensis ingår i släktet Grewia och familjen malvaväxter. Inga underarter finns listade i Catalogue of Life.